# Zimmer 483 - Live in Europe
Zimmer 483 - Live In Europe  è un DVD contenente le riprese di un concerto dal vivo dei Tokio Hotel a Oberhausen girato il 2 maggio 2007 e pubblicato il 30 novembre dello stesso anno.
L'edizione include anche il documentario della tournée in Europa dell'album in un secondo DVD, e nell'edizione per collezionisti, è presente un terzo disco, il CD "Live".

## Tracklist
1. "Übers Ende der Welt"
2. "Reden"
3. "Ich Brech Aus"
4. "Spring Nicht"
5. "Der Letzte Tag"
6. "Wo Sind Eure Hände"
7. "Durch Den Monsun"
8. "Wir Sterben Niemals Aus"
9. "Stinch ins Gluck"
10. "Ich Bin Nich' Ich"
11. "Schrei"
12. "Vergenesse Kinder"
13. "Leb' Die Sekunde"
14. "Heilig"
15. "Totgeliebt"
16. "In Die Nacht"
17. "Rette Mich"
18. "An Deiner Seite (Ich Bin Da)"

## Riconoscimenti
Il 2 dicembre 2008 è stato vincitore di un Russian Award per il più alto numero di vendite, oltre ad ottenere il Disco di Platino in Portogallo e di Diamante in Francia.